# Carlos Tavares
Carlos Antunes Tavares (Lisbona, 14 agosto 1958) è un imprenditore e dirigente d'azienda portoghese. Nel 2011 è stato Chief Operating Officer in Renault. Nel 2014 è stato amministratore delegato del Gruppo PSA e dal 2021 di Stellantis, gruppo nato dalla fusione del primo con FCA, fino al 2024. 

## Biografia
Carlos Tavares è nato il 14 agosto 1958 a Lisbona da genitori portoghesi, il padre contabile impiegato presso una società di assicurazioni francese, la madre insegnante di francese presso il liceo francese di Lisbona, stesso liceo dove studierà il figlio. La sua passione per l'automobile arriva all'età di 14 anni quando scopre le corse automobilistiche durante una giornata al circuito portoghese di Estoril, vicino a Lisbona.
Dopo aver studiato al lycée français Charles-Lepierre di Lisbona, lascia il suo paese natale per la Francia all'età di 17 anni per frequentare un corso di preparazione in matematica presso il lycée Pierre-de-Fermat a Tolosa. Successivamente si laurea in ingegneria presso l'École Centrale Paris nel 1981.

### Renault e Nissan
Laureato alla École Centrale Paris, ha iniziato la sua carriera nel 1981 in Renault come ingegnere collaudatore, all’età di 23 anni; è stato direttore del progetto Renault Mégane II. È inviato di Nissan nel 2005 come capo per la zona Americhe dove siede nel consiglio di amministrazione.
Ha poi lavorato per la Nissan, società controllata da Renault. Nel 2009 diventa responsabile della Nissan per i mercati del Nord e del Sud America. Nel 2011 è stato Chief Operating Officer di Renault, nonché il secondo dirigente di Carlos Ghosn e suo braccio destro.
La sua metodologia di gestione dei collaboratori è giudicata senza esitazioni. Il 14 agosto 2013, giorno del suo 55º compleanno, dichiara in un'intervista: "In un certo momento, si ha l'energia e l'appetito per diventare numero uno. La mia esperienza sarebbe preziosa per qualsiasi produttore". Questo segna una rottura con Carlos Ghosn, il cui mandato presso Renault-Nissan scade nel maggio 2014. Quindici giorni dopo, il 29 agosto 2013, annunciò le sue dimissioni poiché non aveva prospettive di diventare numero uno in Renault-Nissan.
Tavares ha rassegnato le dimissioni dalla Régie il 29 agosto 2013, due settimane dopo aver pubblicamente dichiarato di voler diventare CEO di una casa automobilistica, e ha riferito di aver rifiutato la richiesta di Ghosn di scusarsi con il personale per la gaffe, e li annuncia la sua partenza.

### Groupe PSA
Nel 2014 diviene amministratore delegato e presidente del consiglio di amministrazione del Groupe PSA in sostituzione di Philippe Varin. Durante il suo mandato, ha varato misure di riduzione dei costi e aumentato la quota di mercato dell'azienda in Cina, che ha riportato il Groupe PSA in attivo dopo diversi anni di perdite. Nel 2014 sotto la sua guida, è stata creata come marchio autonomo la DS Automobiles, di cui è presidente.
Nel 2015 è stato raggiunto il consolidamento, in un mercato europeo favorevole, mentre la strategia del gruppo resta quella di concretizzarsi, in particolare nella ricerca di nuovi mercati.
Dopo aver tentato senza successo di opporsi al limite imposto dalla Città di Parigi nel 2005 alla circolazione dei veicoli più inquinanti, Carlos Tavares contesta pubblicamente gli obiettivi ritenuti elevati della Commissione europea per la riduzione dell'inquinamento atmosferico.
Risollevata, PSA acquista il costruttore Opel, strutturalmente in perdita, dal gruppo americano General Motors nel marzo 2017. 
Il passaggio di Opel al gruppo PSA ha comportato significative riorganizzazioni e riduzioni del personale, con il licenziamento di oltre il 50% della forza lavoro del marchio tedesco. Sono stati inoltre eliminati i dipartimenti di ricerca e sviluppo nei settori motori e design, mentre l'intera produzione è stata integrata con i marchi francesi. Nonostante non siano stati registrati incrementi significativi nelle vendite, il gruppo PSA ha stimato risparmi annui pari a circa 1,7 miliardi di euro.Dopo la fusione tra PSA e FCA, avvenuta nell'ottobre 2019, Tavares è diventato amministratore delegato della società risultante, Stellantis.

### Stellantis
Il 16 gennaio 2021 diventa il primo amministratore delegato del gruppo automobilistico multinazionale Stellantis, nato dalla fusione tra il gruppo PSA e Fiat Chrysler Automobiles.
Il 19 gennaio 2021, durante la prima conferenza stampa del gruppo, Carlos Tavares annuncia il suo desiderio di realizzare 5 miliardi di euro di sinergie, in particolare attraverso investimenti condivisi, condivisione di motori e piattaforme e un aumento delle attività di ricerca. Annuncia inoltre la volontà di rilanciare i marchi più fragili, che potranno beneficiare di nuovi investimenti.
Alla fine di settembre 2024, il Consiglio di Amministrazione del gruppo lancia una procedura per preparare la sua successione, anche se il suo mandato scade nel 2026. Il 1º dicembre 2024 Carlos Tavares si è dimesso da CEO a causa di vedute differenti col CDA. Il trattamento di fine rapporto è stato inizialmente quantificato dai media in 100 milioni di euro, ma l'azienda ha smentito,  le cifre ufficiali non sono state diffuse.Nel triennio 2021-2023 ha ottenuto una remunerazione complessiva di 79 milioni di euro, di cui 2 milioni di euro/anno di retribuzione cui si aggiungono le stock option. Al 2024 l'ex manager possiede anche circa 2 milioni di azioni del gruppo.

### Altre attività
Dal 2016 è membro del consiglio di amministrazione di Airbus.
È stato anche membro del consiglio di amministrazione di Faurecia tra il 2014 e il 2019 e membro del consiglio di amministrazione di Total tra 2017 e il 2020.
Il 20 settembre 2021, il giornale Les Èchos annuncia che Carlos Tavares lascia Airbus per concentrarsi sul consolidamento dei poteri presso Stellantis.

## Vita privata
Tavares è sposato e padre di tre figli. È anche noto per essere vicino all'ex Primo ministro portoghese José Sócrates.

### Pilota e appassionato di auto d'epoca
Appassionato di automobili, già all'età di 14 anni si offrì volontario per fare il commissario di pista sul circuito di Estoril. Pilota amatoriale dall'età di ventidue anni, nel 1983 ha iniziato come pilota nei rally e nelle gare di durata con gli amici Bruno Cébile, come copilota, e Arnaud Montagné, come assistente tecnico. In particolare ha partecipato al Rally di Monte-Carlo e ha il suo team Clementeam Racing, per analogia con il nome di battesimo della figlia.
Nel 2014, insieme a Jean-Louis Dauger, Denis Gibaud e Jérôme Maudet, Carlos Tavares ha vinto la classe A2 della 24 Ore di Barcellona con una Peugeot RCZ Cup gestita da Milan Competition. Colleziona anche auto d'epoca e possiede una Peugeot 504 V6 Coupé del 1979, una Alpine A110 del 1976 e una Porsche 912 del 1966. È inoltre membro della giuria del Chantilly Arts & Elegance Richard Mille 2017 e 2019, un concorso di eleganza automobilistica.

## Premi
- Nel 2019, Tavares ha vinto il premio 'Manager dell'anno' alla 15ª edizione dei BFM Awards.[33][34]
- Nel 2020, gli è stato assegnato il premio di 'Persona dell'anno del World Car'.[35]
- Nel 2022, Tavares è stato scelto come 'Eurostar' per il CEO di gruppo da Automotive News Europe.[36]